# 土耳其裔伊拉克人
土耳其裔伊拉克人（阿拉伯语：‎）是土耳其人在伊拉克的分支，人口估计由50萬至450萬人不等。

## 历史
土耳其裔伊拉克人最早於七世纪阿拔斯王朝時期到伊拉克，当时約有1,000人。之后塞尔柱帝国与鄂图曼帝国時期，也有土耳其人住在伊拉克，十七世纪后正式成为伊拉克民族一部分。

## 人口
土耳其裔伊拉克人主要分布于土库曼尼利一帶，基尔庫克人数最多，一般认为人口大概300万人。今日他们是伊拉克第三大民族。

## 宗教
土耳其裔伊拉克人多数是穆斯林，分逊尼派与什叶派。还有數量不多的基督徒。